# Ro-Shaun Williams
Ro-Shaun Williams (sinh 3 tháng 9 năm 1998) là cầu thủ bóng đá người Anh đang thi đấu cho câu lạc bộ Manchester United ở vị trí trung vệ.